# Пень
Пень (греч. πίναξ — «балка», др.-инд. — pinakam «дубина, палка») — небольшая часть ствола дерева, срубленного или сломанного.
Пнем также называют нижнюю часть живого дерева, от корневища (комля) до первых сучьев. Извлечённые из земли пни с корнями назывались корчи, корши. Процесс полного удаления пня из грунта (корчевание) может быть сложным и трудоёмким. Пень может быть как ещё живым (тогда из него ещё может снова вырасти дерево — пнёвая поросль), так и мёртвым.
Пень может использоваться в качестве топлива или как осмол — для выгонки смолы. В качестве сырья в смолоскипидарном и канифольно-экстракционном производствах применяется ядровая часть пня.
Нижняя часть ствола — наиболее молодая у дерева. Пни лиственных пород имеют спящие почки. Поэтому часто при рубке в лиственных лесах оставляют пни высотой 5—10 см для создания возможности естественного вегетативного лесовозобновления.

## В фольклоре
В русском фольклоре пень иногда упоминается, как способ наказания отрицательных персонажей (бороду злодея зажимают в расщепленном топором пне).

### Пословицы
- «Либо в стремя ногой, либо в пень головой.»
- «Через пень, через колоду.»[3].